# Xanəgah (Cəlilabad)
Xanəgah è un comune dell'Azerbaigian situato nel distretto di Cəlilabad. Conta una popolazione di 1 320 abitanti.